# Eleni Artymata
Eleni Artymata (griechisch Ελένη Αρτυματά; * 16. Mai 1986 in Paralimni) ist eine zyprische Sprinterin.

## Sportliche Laufbahn
Erste internationale Erfahrungen sammelte Eleni Artymata 2001 bei den Jugendweltmeisterschaften in Debrecen, bei denen sie im 200-Meter-Lauf mit 26,02 s in der ersten Runde ausschied. 2003 gewann sie bei den Spielen der kleinen Staaten von Europa (GSSE) in 24,91 s die Bronzemedaille hinter ihrer Landsfrau Marilia Gregoriou und Sunna Gestsdóttir aus Island. Anschließend gelangte sie bei den Jugendweltmeisterschaften in Sherbrooke über 200 Meter bis in das Halbfinale und schied dort mit 24,86 s aus. Zwei Jahre später siegte sie bei den Spielen der kleinen Staaten von Europa in Andorra la Vella in 11,67 s im 100-Meter-Lauf sowie in 23,98 s über 200 Meter. Anschließend nahm sie erstmals an den Mittelmeerspielen in Almería teil und wurde dort in 11,76 s Fünfte über 100 Meter und gelangte über 200 Meter in 23,82 s auf den vierten Platz. Daraufhin gewann sie bei den Junioreneuropameisterschaften in Kaunas in 11,74 s die Bronzemedaille über 100 Meter und erreichte über 200 Meter in 23,83 s Rang fünf. 2006 gelangte sie bei den Commonwealth Games in Melbourne über 100 Meter bis in das Halbfinale, in dem sie mit 11,84 s ausschied, wie auch über 200 Meter mit 24,21 s. Anschließend erreichte sie auch bei den Europameisterschaften in Göteborg über 200 Meter das Halbfinale und schied dort mit 23,93 s aus.
2007 siegte sie bei den GSSE in Monaco in 11,58 s über 100 Meter und in 23,39 s auch über 200 Meter. Anschließend gelangte sie bei den U23-Europameisterschaften in Debrecen über 200 Meter bis in das Halbfinale, in dem sie mit 23,46 s ausschied. Im Jahr darauf qualifizierte sie sich für die Olympischen Spiele in Peking und gelangte über 200 Meter bis in das Viertelfinale und schied dort mit 23,77 s aus. 2009 siegte sie bei den GSSE im heimischen Nikosia in 11,40 s und 23,34 s über 100 und 200 Meter. Anschließend siegte sie in 23,16 s über 200 Meter und gewann über 100 Meter in 11,55 s die Bronzemedaille hinter der Griechin und der Französin Myriam Soumaré. Zudem qualifizierte sie sich über 100 und 200 Meter für die Weltmeisterschaften in Berlin, bei denen sie über 100 Meter mit 11,49 s im Halbfinale ausschied und über 200 Meter in 23,05 s auf Rang acht gelangte. 2010 wurde sie bei den Europameisterschaften in Barcelona in 22,61 s Fünfte über 200 Meter. Bei den Commonwealth Games in Neu-Delhi war sie über 200 Meter die Schnellste in ihrem Halbfinale, wurde aber nach dem Protest einer Konkurrentin wegen Überschreitens ihrer Bahn disqualifiziert. Zudem schied sie auch über 100 Meter mit 11,57 s im Halbfinale aus.
Nach einem Jahr ohne Wettkämpfe schied sie 2012 bei den Europameisterschaften in Helsinki über 100 Meter mit 11,64 s in der ersten Runde aus und wurde über 200 Meter in 23,59 s Siebte. Damit qualifizierte sie sich erneut für die Olympischen Spiele in London, bei denen sie mit 22,92 s im Halbfinale ausschied. Im Jahr darauf siegte sie bei den Mittelmeerspielen in Mersin in 23,18 s über 200 Meter und gewann über 100 Meter in 11,55 s die Bronzemedaille hinter der Italienerin Ilenia Draisci und Estela García aus Spanien. Auch mit der zyprischen 4-mal-100-Meter-Staffel gewann sie in 44,79 s die Silbermedaille hinter Italien. Damit qualifizierte sie sich über 200 Meter für die Weltmeisterschaften in Moskau, bei denen sie mit 24,07 s in der ersten Runde aus. Drei Jahre später erreichte sie bei den Europameisterschaften in Amsterdam über 200 Meter das Halbfinale, in dem sie mit 23,58 s ausschied. Zudem konnte sie sich mit 43,87 s mit der Staffel nicht für das Finale qualifizieren. Anschließend schied sie bei den Olympischen Spielen in Rio de Janeiro mit 23,27 s in der Vorrunde aus.
Seitdem konzentriert sich Artymata vor allem auf den 400-Meter-Lauf und qualifizierte sich 2017 für die Halleneuropameisterschaften in Belgrad und schied dort mit 54,31 s in der ersten Runde aus. Auch während der Freiluftsaison konnte sie sich über 400 Meter steigern und nahm an den Weltmeisterschaften in London teil, bei der sie mit 53,26 s im Vorlauf ausschied. 2018 gelangte sie bei ihren vierten Commonwealth Games im australischen Gold Coast über 400 Meter bis in das Halbfinale, in dem sie mit 52,38 s ausschied. Ende Juni siegte sie bei den Mittelmeerspielen in Tarragona in 51,19 s über 400 Meter und belegte mit der 4-mal-100-Meter-Staffel in 44,72 s den vierten Platz. Im Jahr darauf nahm sie erneut an den Halleneuropameisterschaften in Glasgow teil und schied dort mit 53,49 s im Vorlauf aus. Zudem qualifizierte sie sich für die Weltmeisterschaften in Doha, bei denen sie mit 51,90 s in der Vorrunde aus. 2021 nahm sie ein weiteres Mal an den Olympischen Spielen in Tokio teil und gelangte dort über 400 m bis ins Halbfinale, in dem sie mit neuem Landesrekord von 50,80 s ausschied.
In den Jahren 2007 und 2010 sowie 2017, 2018 und 2020 wurde Artymata zyprische Meisterin im 200-Meter-Lauf. 2010 siegte sie über 100 Meter und von 2017 bis 2019 sowie 2021 im 400-Meter-Lauf. Ihr Cousin ist der zyprische Fußballspieler Konstantinos Laifis.

## Persönliche Bestzeiten
- 100 Meter: 11,37 s (+0,8 m/s), 16. August 2009 in Berlin
- 200 Meter: 22,61 s (+0,1 m/s), 31. Juli 2010 in Barcelona (zyprischer Rekord)
- 400 Meter: 50,80 s, 4. August 2021 in Tokio (zyprischer Rekord)
  - 400 Meter (Halle): 53,49 s, 1. März 2019 in Glasgow